# 翟秀敏
翟秀敏（约1967年—），天津人，中国女子击剑运动员。她曾获得1990年亚洲运动会女子重剑个人、女子重剑团体金牌。她也曾获得1991年亚洲击剑锦标赛女子重剑团体冠军。